# Симеон (Библия)
Симео́н, Си́мон, Семён (др.-евр. שמעון‬ — услышание, Шимон, Шим’он) — второй сын Иакова (от Лии), родоначальник одного из колен израилевых (Симеонова колена, жившего с коленом Иуды на юге Ханаана).
По библейскому изображению, это был человек жестокий: вместе с Левием он произвёл страшное избиение сихемлян в отмщение за бесчестие своей сестры Дины (Быт. 34:25, 26), чем навлёк на себя укор со стороны отца своего Иакова (34:30). Во время приезда братьев Иосифа в Египет Иосиф оставил Симеона в качестве заложника и посадил его в темницу до возвращения братьев в Египет вместе с любимым братом Вениамином.
Происшедшее от него колено получило в удел юго-западную часть Палестины. Оно никогда не играло выдающейся роли в истории еврейского народа и постепенно смешалось с коленом Иуды.